# Hedda Heuser-Schreiber
Hedda Heuser-Schreiber, geb. Demme (* 16. Oktober 1926 in Köln; † 29. Mai 2007 in Bamberg) war eine deutsche Ärztin, Journalistin und Politikerin (FDP).

## Leben und Beruf
Nach dem Abitur in Schwabach nahm Heuser-Schreiber ein Studium der Medizin an den Universitäten in München und Düsseldorf auf, das sie 1951 mit dem medizinischen Staatsexamen und mit der Promotion zum Dr. med. beendete. Verheiratet mit dem Röntgenologen Wolfgang Heuser bildete sie sich auf dem Gebiet der Radiologie fort und arbeitete in Kölner Krankenhäusern. Später war sie zunächst als Ärztin in einer Praxis für Allgemeinmedizin in Bensberg, dann in einer Röntgenpraxis in Bergisch Gladbach tätig.
Heuser-Schreiber arbeitete seit 1965 als freiberufliche Medizinjournalistin in Funk und Fernsehen. Dabei widmete sie sich vor allem gesundheits-, sozial- und frauenpolitischen Themen. Von 1969 bis 1981 war sie Mitglied des Beirats der Friedrich-Naumann-Stiftung. Von 1973 bis 1989 war sie Präsidentin des Deutschen Ärztinnenbundes und wurde anschließend dessen Ehrenpräsidentin. Außerdem war sie seit 1974 Mitglied im Bundesgesundheitsrat und von 1969 bis 1977 Vorstandsmitglied des Hartmannbundes.

## Partei
Heuser-Schreiber, deren Stiefvater Herbert Schmauser zu den Mitbegründern der FDP in Mittelfranken gehörte, trat 1946 als 19-Jährige der FDP bei, der sie bis zu ihrem Lebensende angehörte und war zeitweise Vorsitzende des Bundesfachausschusses für Sozialpolitik. Zudem engagierte sie sich im Verband Liberaler Akademiker.

## Abgeordnete
Heuser-Schreiber war von 1958 bis 1962 Ratsmitglied der Stadt Bensberg und dort zuletzt Vorsitzende der FDP-Fraktion. Dem Deutschen Bundestag gehörte sie vom 6. Dezember 1962, als sie für den verstorbenen Abgeordneten Walther Kühn nachrückte, bis 1965 sowie vom 11. März 1968, als sie für den ausgeschiedenen Abgeordneten Josef Effertz nachrückte, bis 1969 an. Sie war in beiden Wahlperioden über die Landesliste der FDP Nordrhein-Westfalen ins Parlament eingezogen. Im Bundestag setzte sie sich vor allem für eine Reform des § 218 StGB ein. Außerdem war sie als Vertreterin der Freien Berufe von 1972 bis 1987 Mitglied im Wirtschafts- und Sozialausschuss der Europäischen Gemeinschaft. 1972 wurde sie zudem in den Gemeinderat von Oberaudorf gewählt, wohin sie inzwischen gezogen war.

## Ehrungen
- Bundesverdienstkreuz 1. Klasse, 1977
- Großes Bundesverdienstkreuz, 1989
- Ehrenmedaille der Deutschen Apothekerschaft
- Hartmann-Thieding-Plakette
- Bayerischer Verdienstorden, 1986
- Paracelsus-Medaille der Deutschen Ärzteschaft, 1990